# Mildé

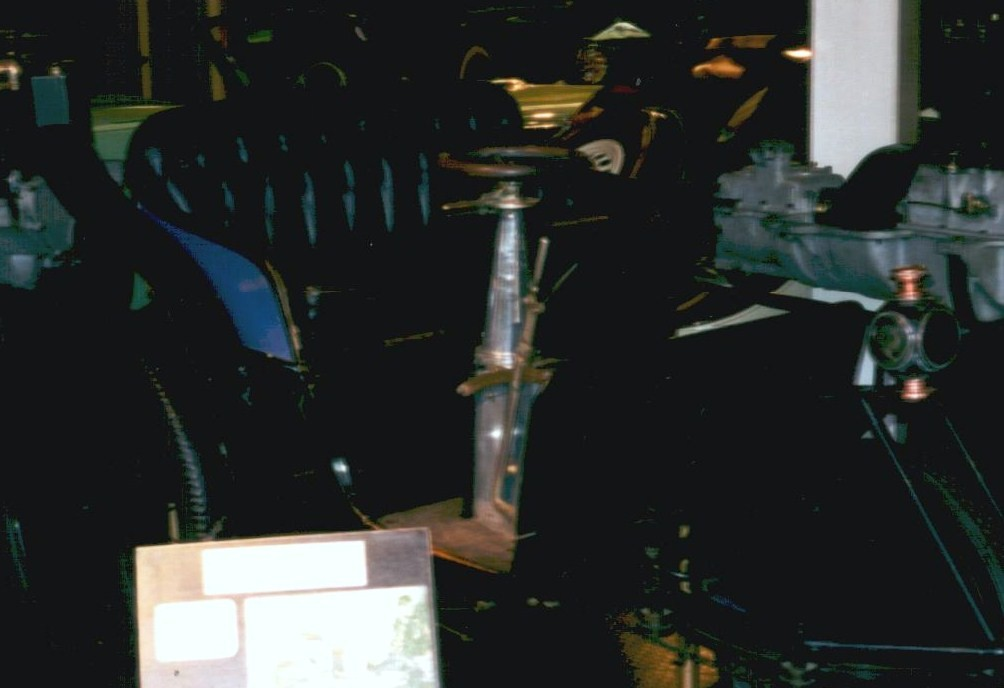
Mildé et Mondos von 1900

Die Société Ch. Mildé fils et Cie  war ein französischer Hersteller von Automobilen.

## Unternehmensgeschichte
Charles Mildé gründete 1898 in Levallois-Perret das Unternehmen Mildé & Cie zur Produktion von Automobilen und Nutzfahrzeugen. Der Markenname lautete Mildé. Nachdem er den Elektroingenieur Robert Mondos als Partner aufnahm, bot er 1900 ein Fahrzeug als Mildé et Mondos an. 1901 übernahm er in Partnerschaft mit Michel Ephrussi die Société l’Électromotion. Als 1904 benzin-elektrische Fahrzeuge das Sortiment ergänzten, kam es zur Zusammenarbeit mit Frédéric Gaillardet, der zuvor selbst Fahrzeuge in seinen Unternehmen Gaillardet herstellte. Ab 1907 lautete der Markenname Mildé-Gaillardet für diese Modelle. 1909 endete die Produktion der reinen Elektroautos, und 1912 die gesamte Fahrzeugproduktion. Die Söhne von Charles Mildé übernahmen das Unternehmen und benannten es in Société Ch. Mildé fils et Cie um. Mit Ausbruch des Ersten Weltkriegs wurde das Unternehmen geschlossen.
Nach 1918 entstanden elektrische Geräte.
Zwischen 1914 und 1942 tauchte der Name Mildé noch einmal auf, als eine Firma Aéric 150 Nutzfahrzeuge fertigte und unter dem Markennamen Mildé-Kriéger anbot. An der Firma sollen Mildé und die Compagnie Parisienne des Voitures Électriques Système Kriéger beteiligt gewesen sein; allerdings wurde Kriéger bereits 1909 aufgelöst.
Es ist nicht bekannt, wann das Unternehmen Mildé aufgelöst wurde.

## Fahrzeuge

### Mildé
Ab 1898 wurden Fahrzeuge mit Elektromotor produziert. Anfangs waren es Nutzfahrzeuge, ab 1900 auch Taxis. Ab 1905 wurden die Motoren vorne im Fahrgestell montiert und mit einer Motorhaube versehen, sodass die Fahrzeuge wie Benzinautos aussahen. Zusätzlich gab es zwischen 1904 und 1907 Hybridautos. Hier wurde zunächst ein Einzylinder-Benzinmotor von De Dion-Bouton mit 6 PS Leistung und ein Elektromotor verwendet. Später standen auch Vierzylindermotoren zur Verfügung.

### Mildé et Mondos
Vorgestellt wurde dieses Fahrzeug auf dem Pariser Automobilsalon im Jahre 1900. Dies war ein Dreirad mit einem einzelnen Vorderrad. Zwei Elektromotoren trieben die beiden Hinterräder an. Die offene Karosserie bot Platz für zwei Personen. Ein Mildé et Mondos gehört zur Sammlung des Musée Henri Malartre in Rochetaillée-sur-Saône.

### Mildé-Gaillardet
Die benzin-elektrischen Fahrzeuge, die seit 1904 als Mildé angeboten wurden, erhielten 1907 den neuen Markennamen. Die Front der Fahrzeuge ähnelte den Renault-Fahrzeugen.
1907 folgten konventionelle Benzinautos. Erstes Modell war zunächst der 30/35 CV mit Kardanantrieb. 1911 wurden die Modelle 18/20 CV und 35/40 CV mit Sechszylindermotoren präsentiert. 1912 endete die Produktion dieser Modelle.

### Mildé-Kriéger
Lieferwagen von Chenard & Walcker und La Licorne wurden mit Elektromotoren ausgerüstet. Die Batterien wogen 250 kg. Die Nutzlast betrug 1250 kg. Die Reichweite war mit 100 km angegeben.